# Talgo
De Talgo is een in Spanje ontworpen trein, geproduceerd door de gelijknamige treinfabrikant Talgo S.A.. Een Talgotrein bestaat uit korte rijtuigen met elk slechts twee wielen (alleen het eerste rijtuig heeft vier wielen). Het woord Talgo is een Spaans acroniem voor Tren Articulado Ligero Goicoechea-Oriol (lichte gelede trein (van) Goicoechea Oriol). Talgotreinen rijden naast Spanje in Frankrijk, Duitsland, de Verenigde Staten, Zwitserland, Italië, Portugal, Kazachstan, Oezbekistan, Bosnië en Herzegovina, Polen, Wit-Rusland, Rusland en Argentinië.

Logo van Patentes Talgo S.A.

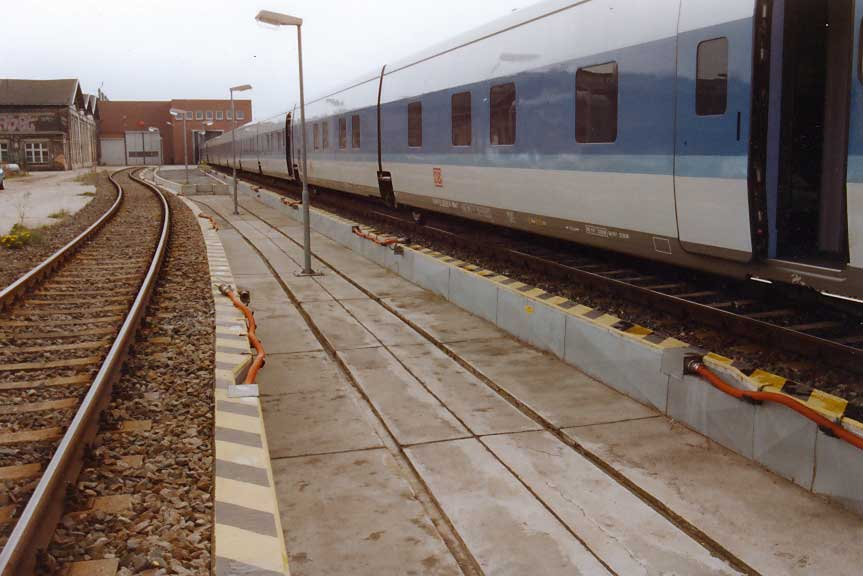
Talgomaterieel van DB NachtZug

## Concept

Links conventionele rijtuigen met draaistel, Rechts het systeem van Talgo

Het concept van de Talgotreinen ontstond in 1941. Alejandro Goicoechea ontwikkelde een trein waarbij de draaistellen onder de treinen vervangen werden door twee wielen (zonder verbindende as) die direct aan het rijtuig werden gemonteerd. Het nakomende rijtuig werd, net als een oplegger van een vrachtauto, aan dit rijtuig aangekoppeld, zodat men spreekt van een gelede trein. Het "aanhangwagenconcept" betekent dat de trein slechts in één richting op volle kracht kan rijden en het alleen in een werkplaats mogelijk is een Talgotrein langer of korter te maken doordat een rijtuig de steun nodig heeft van een ander rijtuig. Doordat de trein niet meer op draaistellen staat, kan de vloer over de gehele lengte lager worden gemaakt. Omdat het wielstel vast aan het rijtuig gemonteerd is, hebben de rijtuigen maar de halve lengte van een normaal rijtuig, zodat de trein makkelijk door bogen kan rijden. Als de Talgo door een boog rijdt, kunnen de wielen onafhankelijk van elkaar draaien, doordat ze niet aan een vaste as gemonteerd zijn. Daardoor rijdt de Talgo in bogen veel rustiger ('geen gepiep in de bocht') ten opzichte van andere treinvormen. Zie echter stuureffect van de spooras.

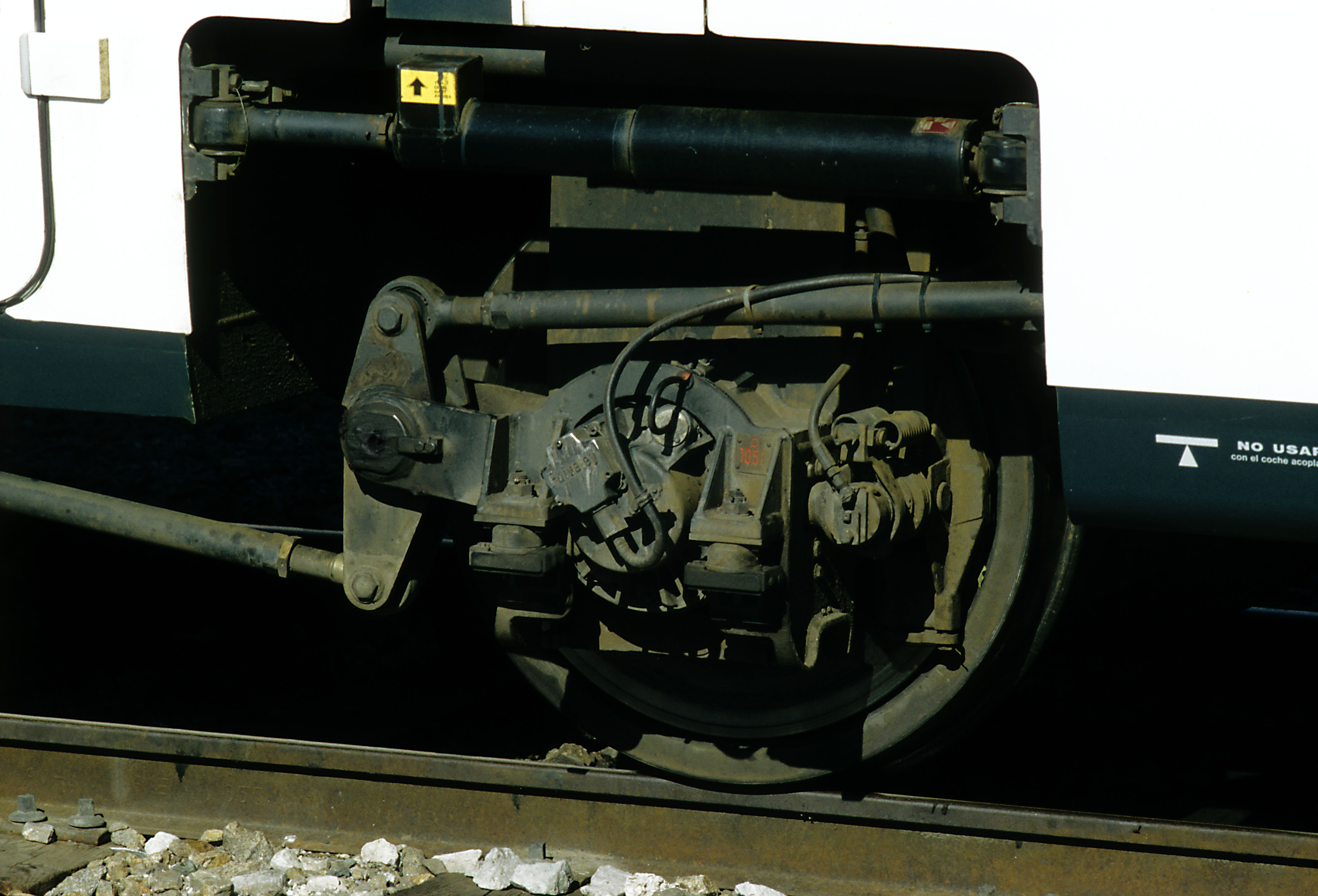
Talgo-wielstel met wattmechanisme. In bogen kantelt de verticale middenstang

Vanaf Talgo III is het opleggerconcept losgelaten en werden de wielen (meer) tussen de rijtuigen geplaatst. Het wattmechanisme maakt het wielstel sturend en zorgt ervoor dat de virtuele as, ook als de trein door een boog rijdt, altijd in het midden tussen de rijtuigen blijft. Door deze techniek kan de trein in beide richtingen op volle snelheid rijden.

## Ontwikkeling
In 1942 reed het prototype, de Talgo I, diverse proefritten door Spanje. In 1944 werden snelheden tot 135 km/h gehaald. In 1949 werd de Talgo II, de serieproductie, gebouwd en getest in de Verenigde Staten bij American Car & Foundry (ACF). De Amerikaanse invloeden op de Talgo II zijn onmiskenbaar. De locomotief is een verkleinde F7 en de trein heeft, net als de Amerikaanse streamliners een sluitwagen met lounge. De bovenbouw van de Talgo II bestaat, net als bij de streamliners, uit geklonken aluminium met het kenmerkende geribbelde oppervlak. Het probleem dat de trein maar in één richting gebruikt kon worden was echter niet opgelost. Twee stammen met bijbehorende locomotieven werden naar Spanje verscheept terwijl een derde stam in de Verenigde Staten bleef voor proef- en demonstratieritten. De Amerikanen experimenteerden met eenheden van drie bakken waardoor de treinlengte makkelijk aan de vraag kon worden aangepast en in 1955 zagen Talgo en ACF kans om het onderstel geschikt te maken voor gebruik in twee richtingen. De Amerikaanse variant, de Talgo-ACF, kwam in 1955 o.a. bij de New Haven Railroad in de Verenigde Staten in dienst.

## Talgo II

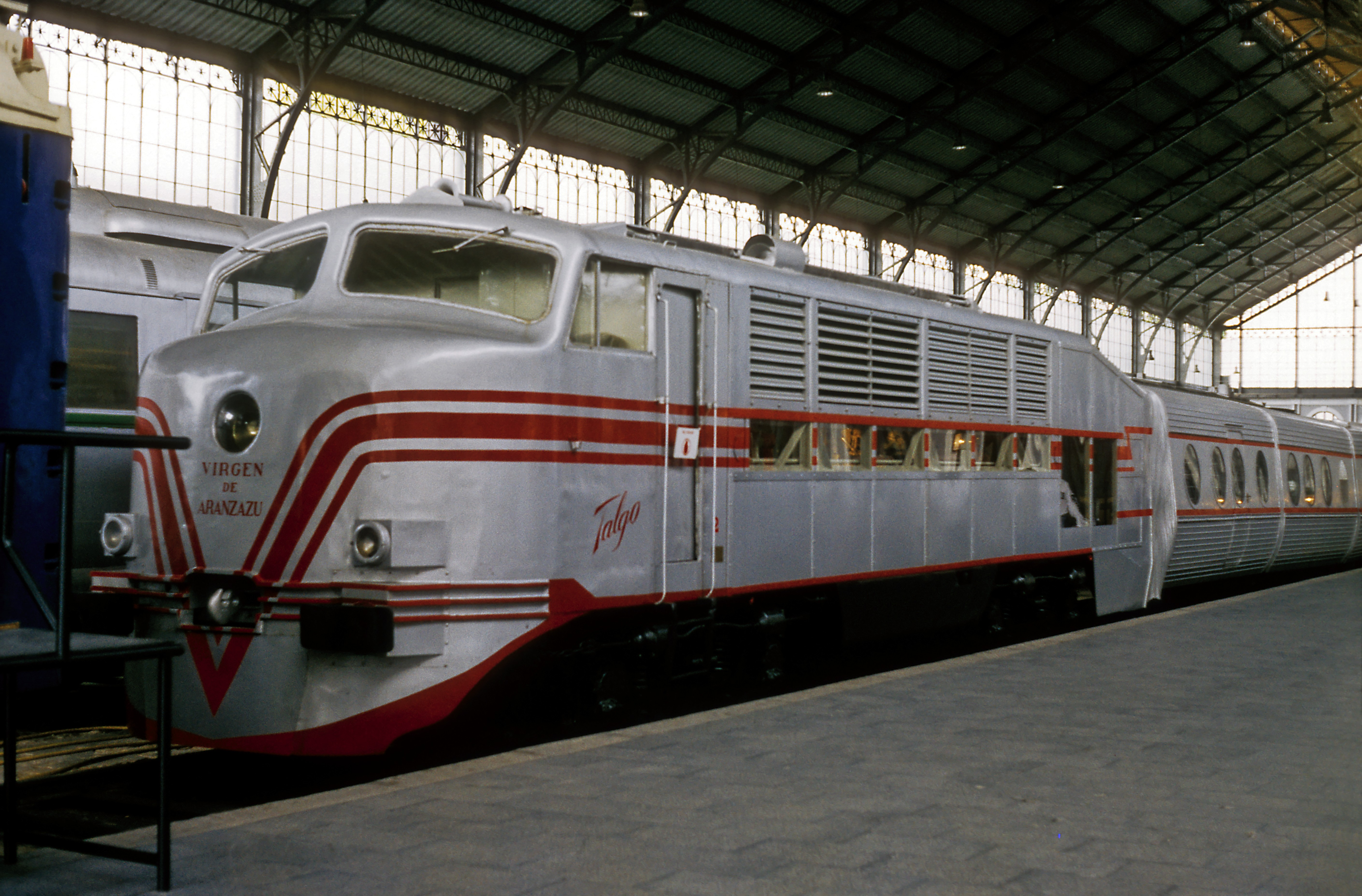
De Talgo II in het spoorwegmuseum van Madrid

De Talgo II-stammen werden in november 1949, samen met drie bijbehorende locomotieven, naar Spanje verscheept. Op 3 december 1949 volgde een eerste proefrit tussen Irun en Miranda de Ebro, waarbij een snelheid van 120 km/h werd gehaald. Op 3 februari 1950 werd bij de toelatingsrit tussen Corella en Castejón een snelheid van 142 km/h gehaald. De Talgo II kreeg op de eindpunten van de lijn de beschikking over keerdriehoeken of keerlussen zodat de trein gekeerd kon worden om daarna weer met normale snelheid de terugreis te aanvaarden. De Talgo II bestond uit 16 bakken van elk 6147 mm, van voor naar achter: 1 servicewagen, 2x 2e klas, 1 servicewagen, 4x 2e klas, 1 servicewagen, 4x 2e klas, 1 servicewagen, 1x 2e klas en 1x eindrijtuig. De servicewagens waren voorzien van bagagerekken, toiletten, treinapparatuur en toegangsdeuren, terwijl de andere rijtuigen geen toegangsdeuren hadden en standaard waren voorzien van een interieur volgens de toenmalige 2e-klasnorm (huidige eerste klas). Ieder servicerijtuig, behalve dat achter de locomotief, faciliteerde 4 zitrijtuigen.

### Inzet
De eerste verbinding startte op 14 juli 1950 tussen Madrid en Hendaye. Dit was de eerste Spaanse trein met een dienstregelingssnelheid van 120 km/h, de RENFE bood hiermee een snellere verbinding dan de Sud Express van de CIWL op dezelfde route. De RENFE kocht in 1958 de derde stam en de vierde locomotief van ACF die deze omspoorde naar Iberisch spoor. Op 15 mei 1959 kwam de trein aan in Bilbao, waarna de RENFE een materieelomloop met drie Talgo II-stammen kon opzetten.
Door deze omloop kon naast de Talgodienst tussen Madrid en Hendaye een dienst tussen Madrid en Barcelona worden onderhouden. De Talgo II reed tot 13 augustus 1964 tussen Madrid en Barcelona en tot 15 november 1964 tussen Madrid en Hendaye. Deze diensten werden toen overgenomen door Talgo III-stammen. De vrijgekomen Talgo II-stammen zijn vanaf 18 december 1964 tot 28 februari 1970 ingezet op de verbinding Madrid – Valencia. Nadat ook op deze verbinding Talgo III-materieel was geïntroduceerd werden de Talgo II-stammen vanaf 12 maart 1970 gebruikt op de verbinding Madrid – Palencia. De laatste rit van de Talgo II vond plaats op 15 januari 1972, waarna de treinen naar de spoorwegmusea in Madrid en Vilanova i la Geltrú zijn gegaan.

## RT
In 1962 werd een prototype gebouwd voor binnenlands verkeer in Spanje op basis van de Talgo-ACF. Deze trein zou de keerprocedure overbodig maken omdat Talgo en ACF erin geslaagd waren de koppeling tussen de rijtuigen zodanig aan te passen dat een garnituur in beide richtingen op volle snelheid kon rijden. Met dit prototype begon de productie van de Remolques Talgo (Talgoaanhangers). Het sinds 1964 gebouwde materieel krijgt de fabrieksaanduiding RT gevolgd door een serienummer en een driecijferig volgnummer. Het eerste cijfer van het serienummer geeft de RT-generatie – en daarmee snelheid en spoorwijdte – aan, de laatste twee cijfers van het serienummer geven het rijtuigtype aan.
RT-generaties:
1. 1964 Talgo III
2. 1969 Talgo RD
3. 1974 Talgo Camas
4. 1979 Talgo Pendular Nacional (Talgo IV)
5. 1980 Talgo Pendular Internacional (Talgo V)
6. 1989 Talgo Pendular 200 (Talgo VI)
7. 2000 Talgo VII
8. 2011 Talgo 8 (Verenigde Staten)
9. 2014 Talgo 9 Breedromp (Rusland en Kazachstan)

RT-soortnummers:
- 01 1e klas zitrijtuig
- 02 2e klas zitrijtuig
- 03 1e klas slaaprijtuig
- 04 2e klas slaaprijtuig
- 05 2e klas slaap-eindrijtuig
- 06 Bar/keukenrijtuig
- 07 Bagage/service-eindrijtuig
- 08 2e klas zit-eindrijtuig met 2 paar wielen
- 09 1e klas zit-eindrijtuig
- 10 Restauratierijtuig
- 11 Generatorrijtuig met 2 paar wielen
- 12 Generatorrijtuig met 1 paar wielen
- 13 1e klas PMR
- 23 Gran Clase slaaprijtuig
- 31 Gran Confort zitrijtuig
- 33 Gran Clase PMR slaaprijtuig
- 61 Gran Confort zit-eindrijtuig

PMR is de Spaanse afkorting voor invaliden.

Gran Confort heeft verstelbare slaapstoelen.

Gran Clase is 1e klas met eigen douche en toilet per coupé.
De RENFE hanteert sinds 2001 een eigen typeaanduiding maar de fabrieksnummering is wel overgenomen in de Rijtuigcodes van de UIC.

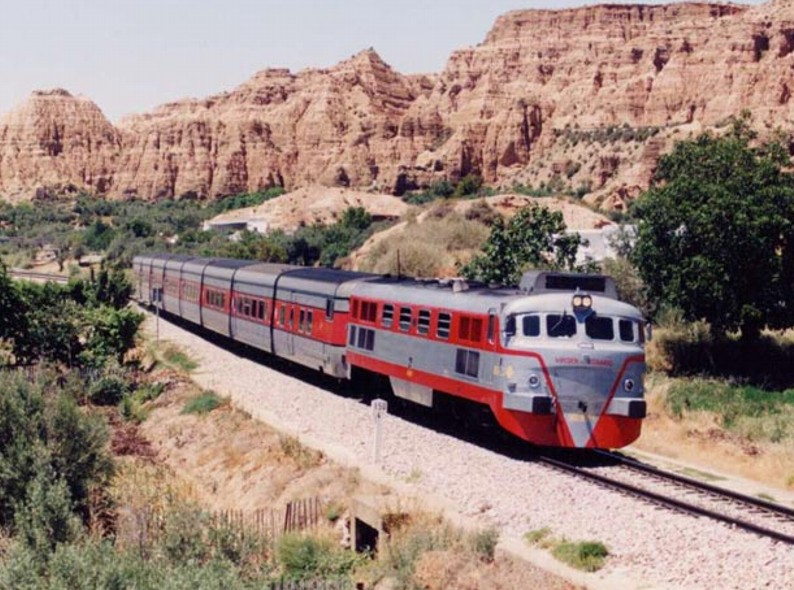
Talgo III bij Guadix in de jaren 1990

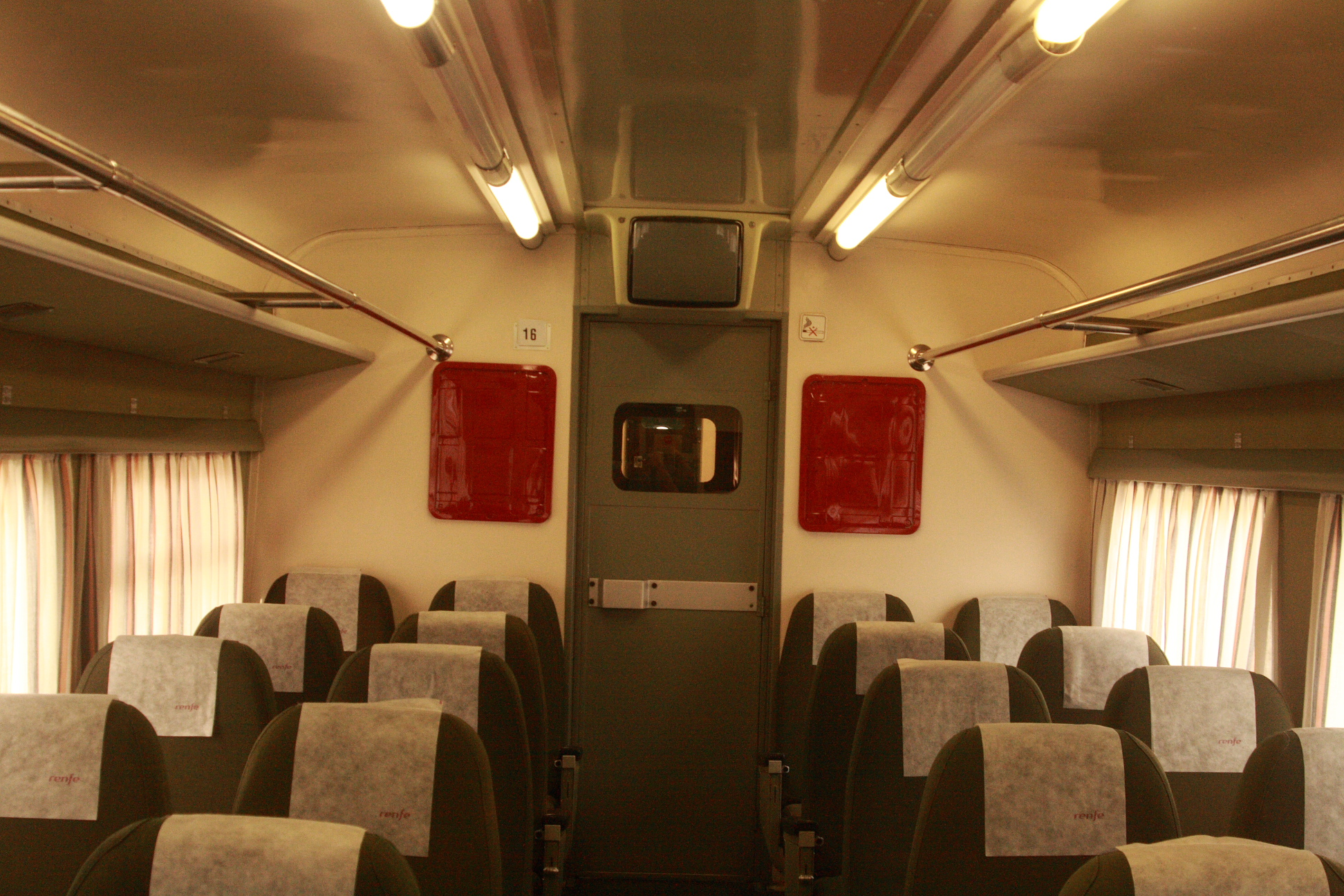
Interieur van Talgo III

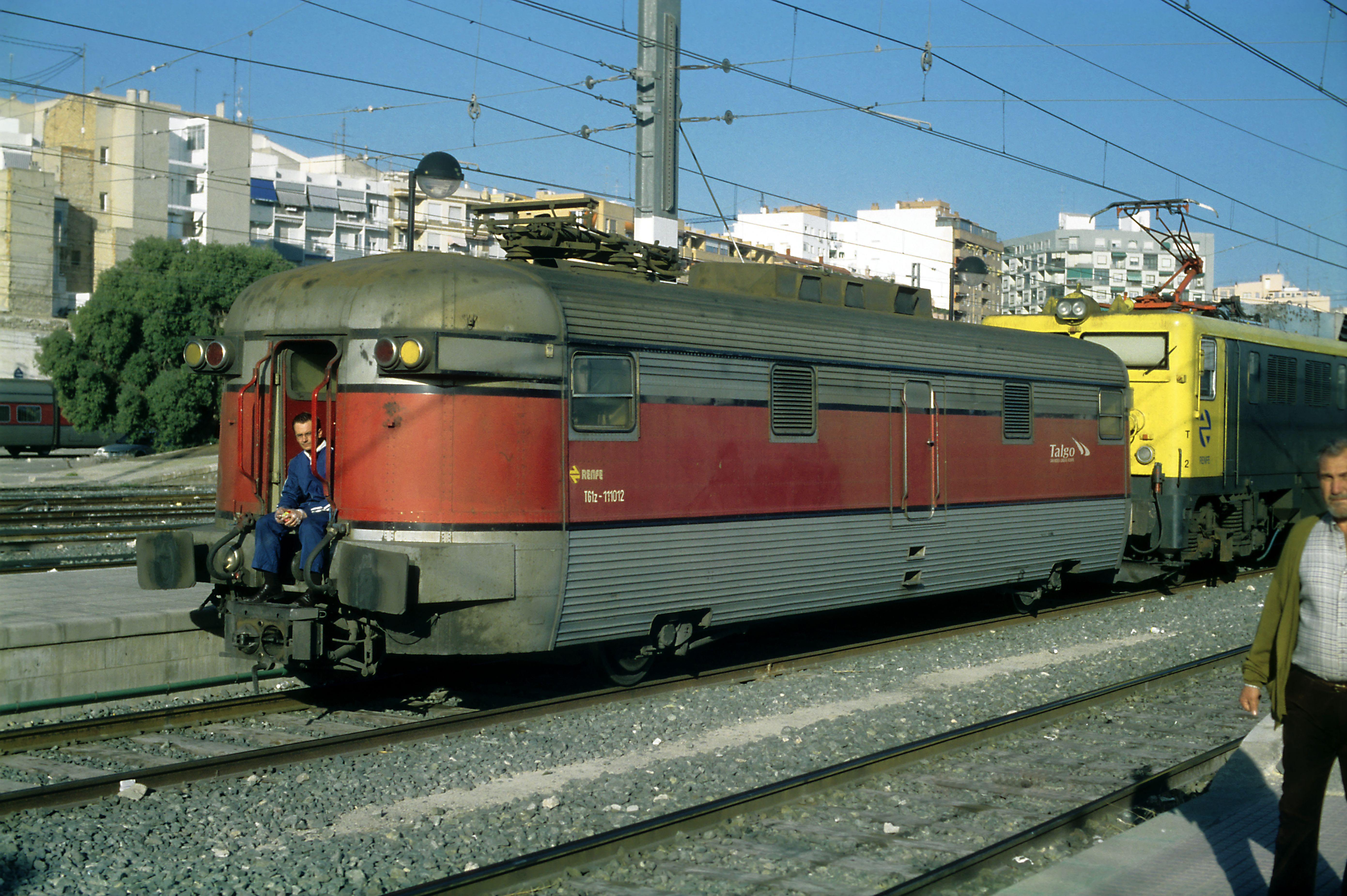
RT 111

## Talgo III
De serieproductie van het prototype uit 1962 kreeg de aanduiding Talgo III. Voor de bovenbouw is ook voor de Talgo III gebruikgemaakt van geklonken aluminium. De treinen kregen echter wel een eindrijtuig aan beide einden en een losse locomotief. De Spaanse Talgofabriek heeft 301 RT's voor de binnenlandse dienst gebouwd in zes varianten:
- RT 101 salonrijtuig eerste klas (TA1)
- RT 102 salonrijtuig tweede klas (TB1)
- RT 106 barrijtuig met keuken (TC1)
- RT 107 bagage/service-eindrijtuig (TD1)
- RT 108 eindrijtuig tweede klas (TB1z)
- RT 111 generatorrijtuig (TG1z)

De Talgo III werd getrokken door de locomotief serie 2000T, de latere 352. De RT 111 wijkt af van het Talgoconcept doordat deze als los rijtuig met twee assen is uitgevoerd. De RT 111 wordt ingezet tussen locomotief en een Talgostam als het boordnet niet door de locomotief gevoed kan worden.

### Inzet
De Talgo III is in 1964 in de normale dienst geïntroduceerd. De ingebruikname door de RENFE vond plaats op 29 juli 1964 met een rit van Vitoria naar San Sebastián door Franco. De normale dienst begon op 15 augustus 1964 toen twee stammen de dienst Madrid – Barcelona overnamen van de Talgo II. Drie maanden later volgde ook de verbinding Madrid – Ávila – Hendaye waar de Talgo II eveneens werd afgelost door twee Talgo III-stammen. Hierna werd de Talgo III op steeds meer lange-afstandsverbindingen binnen Spanje geïntroduceerd:
- 12 april 1965 Madrid – Sevilla, vanaf 30 juni 1965 verlengd tot Cádiz.
- 15 juli 1965 Madrid – Bilbao, vanaf 17 juli 1968 tussen Madrid en Burgos gekoppeld met de dienst naar Hendaye.
- 1969 Barcelona – Valencia
- 1970 Madrid – Valencia – Barcelona & Madrid – Málaga
- 1973 Madrid – Lérida – Barcelona
- 1978 Madrid – Cerbère & Madrid – Murcia

Vanaf 1980 stroomde Talgo IV-materieel in en konden de vrijgekomen Talgo III-stammen elders worden ingezet:
- 1980 Madrid – A Coruña-Vigo
- 1981 Madrid – Huelva
- 1982 Madrid – Santander
- 1983 Madrid – Sevilla

In 1984, twintig jaar na de introductie, volgden groot onderhoud en technische aanpassingen aan het Talgo III-materieel, waarna ook geleidelijke vervanging door nieuwere RT-generaties volgde. De laatste rit in Spanje vond, na ruim 45 jaar dienst, plaats op 10 oktober 2009.

### Export

#### Argentinië
In 1995 zijn 50 Talgo III-rijtuigen door de RENFE tweedehands aan Argentinië verkocht.

## RD

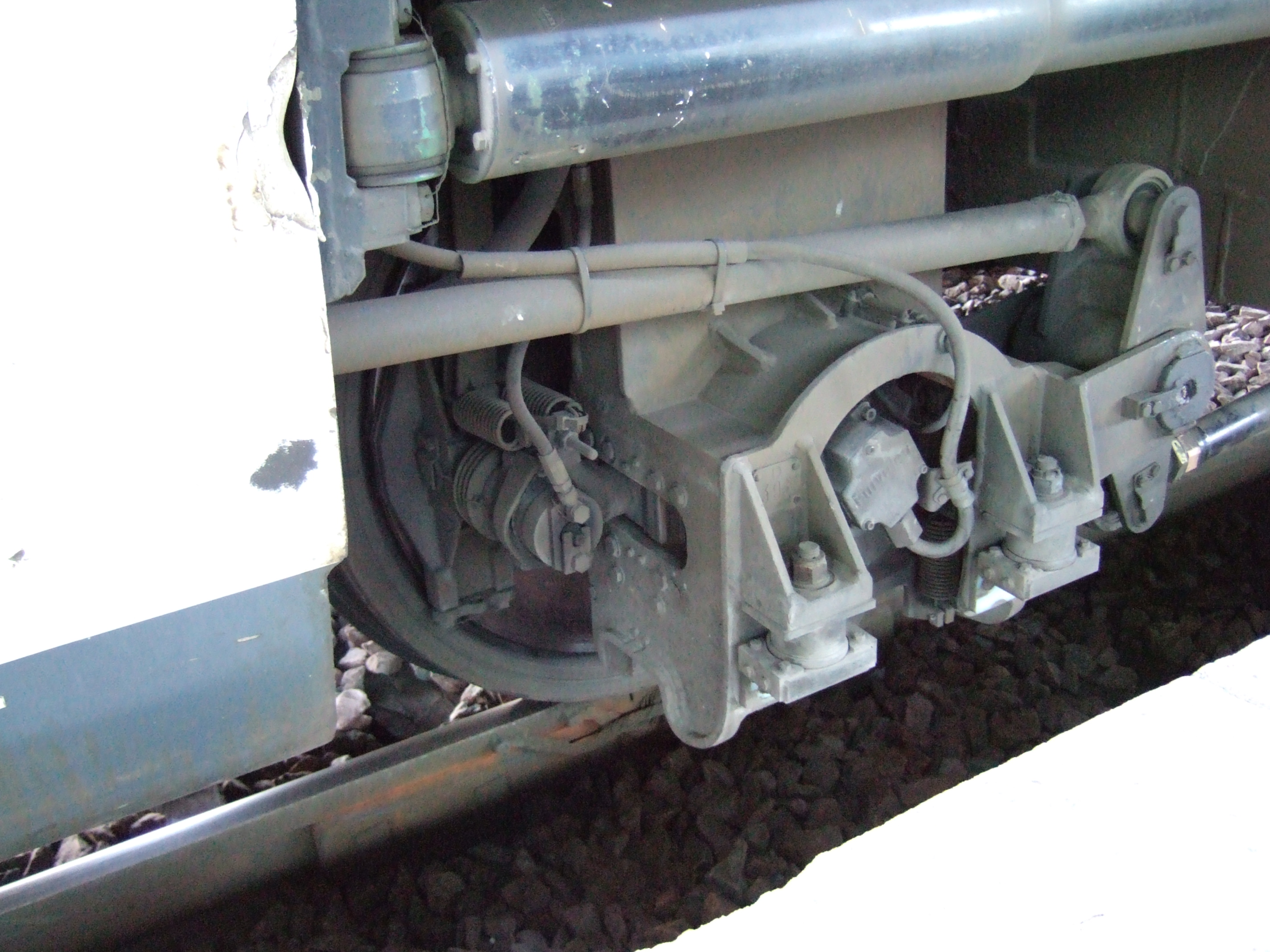
RD in de normaalspoorstand

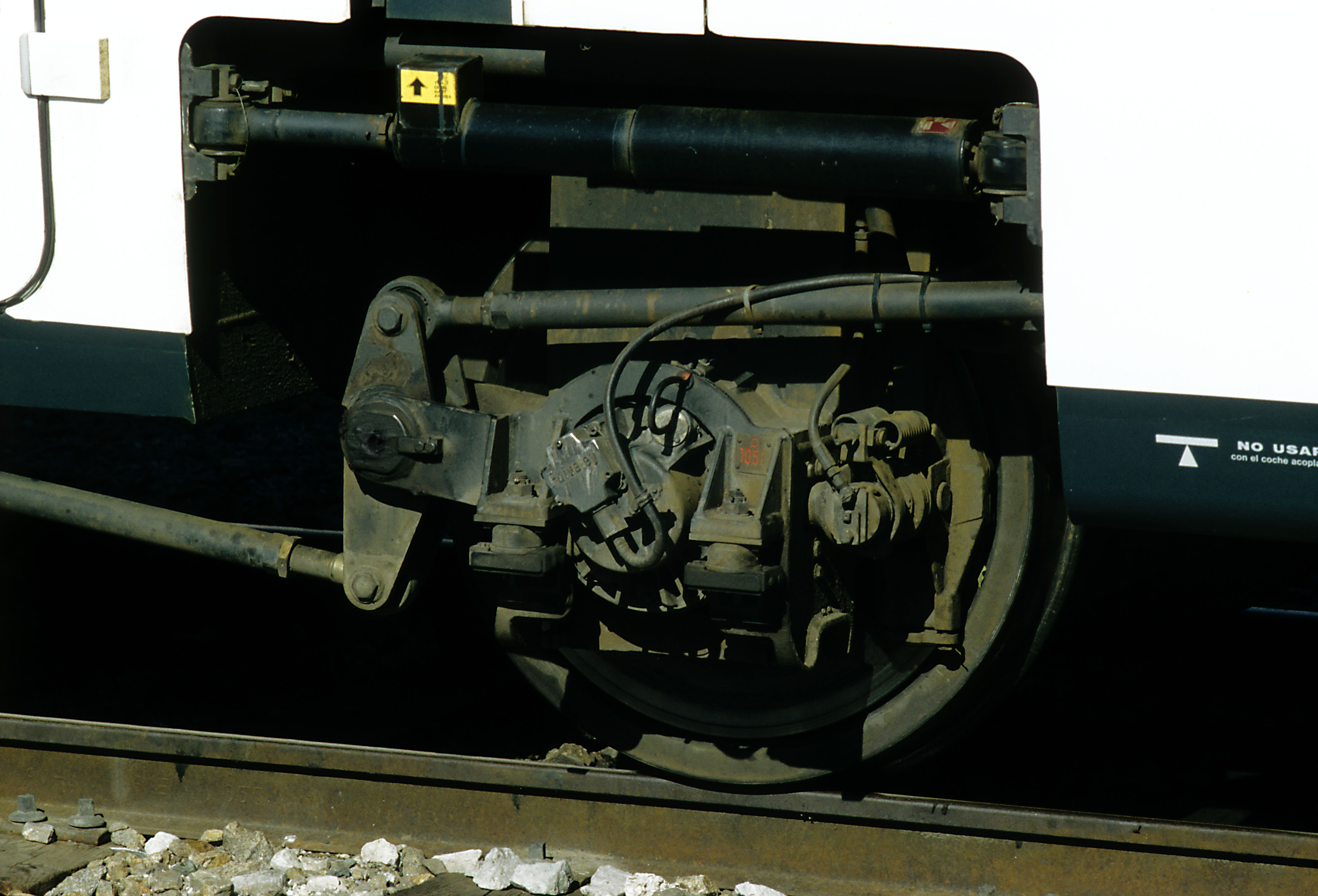
RD in de Iberische stand

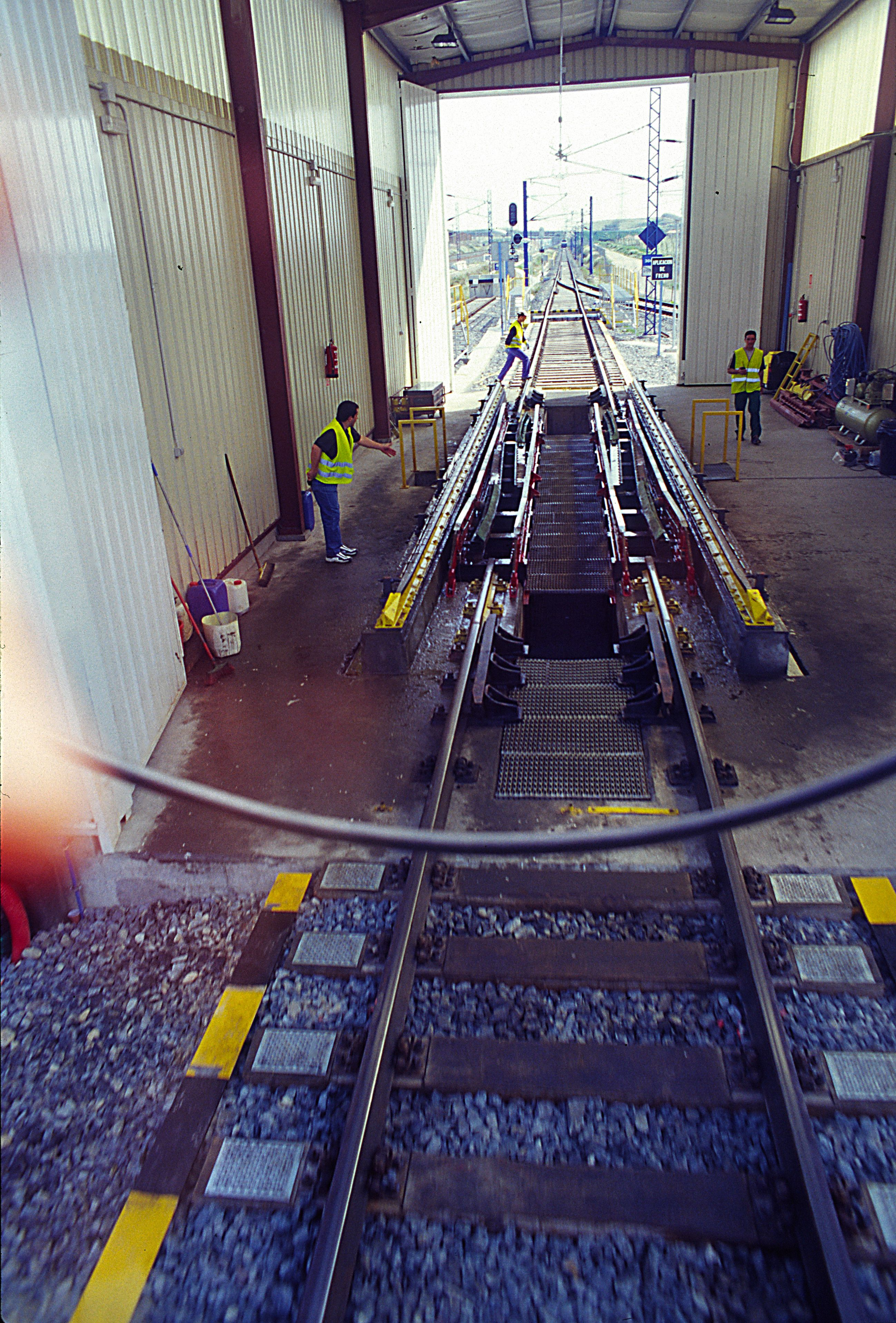
RD-omspoorder in Lérida, voor normaalspoor, achter Iberisch spoor

De binnenlandse verbindingen met het Talgo III-materieel waren succesvol en zo kwam het idee om het materieel ook in te zetten op de internationale verbindingen naar Frankrijk en Zwitserland. Om van het Spaanse Iberisch spoor naar het Franse normaalspoor te kunnen doorrijden, heeft ir. Ángel Torán een Talgo III ontwikkeld met variabele spoorwijdte, de RD (Rodadura Desplazable). De trein rijdt over een omspoorinstallatie en kan daarna direct verder rijden. Op de Spaanse/Franse grensstations Port Bou/Cerbère, Irún/Hendaye en de Spaanse stations Madrid Puerta de Atocha, Córdoba en Majarabique (Sevilla) is zo'n omspoorinstallatie aanwezig. De tren experimental RD werd op 24 oktober 1967 gepresenteerd en bestond uit vier Talgo III-rijtuigen met aangepaste onderstellen. De praktijkproef van het RD-systeem vond plaats in de eerste helft van 1968. De Tren experimental RD werd hierbij elke ochtend omgespoord en vervolgens gekoppeld aan de reguliere Talgo III-dienst van Madrid naar Cádiz. Nadat de betrouwbaarheid in normale dienst was aangetoond, werden nog twee rijtuigen voorzien van een aangepast onderstel. In november 1968 werd de zesdelige trein getest op normaalspoor, op de trajecten Bordeaux – Dax en Avignon – Valence. Later heeft ook de Spaanse firma Construcciones y Auxiliar de Ferrocarriles treinen met verschuifbare wielen ontwikkeld.

## Talgo III RD
Na de typetoelating in Frankrijk begon de bouw van de Talgo III RD-rijtuigen voor de internationale dienst. De Talgo III-treinen met een RD-systeem zijn te herkennen aan de rechthoekige ramen in de deuren, terwijl de Talgo III-treinen zonder RD-systeem ronde ramen in de deuren hebben. In 1969 kwam de RD als TEE Catalan Talgo in de internationale dienst. Voor deze trein zijn in 1969 vijf locomotieven serie 3000T, de latere 353, en vijf verschillende RT-varianten geleverd:
- RT 201 eersteklas rijtuig met 17 zitplaatsen (27 stuks)
- RT 206 bar/keukenrijtuig (4 stuks)
- RT 210 restauratierijtuig met 24 zitplaatsen (7 stuks)
- RT 211 generatorrijtuig met bagageruimte (4 stuks)
- RT 212 generatorrijtuig met dienstruimte (4 stuks)

Met dit wagenpark konden drie complete stammen (RT 211 + 5x RT 201 + RT 210 + RT 206 + RT 210 + 4x RT 201 + RT 212) voor de TEE Catalan Talgo worden gevormd. De generatorrijtuigen waren voorzien van het opschrift TRANS EUROP EXPRESS. Twee stammen voerden de dienstregeling uit terwijl een derde in reserve stond. In 1974 is nog een vervolgserie van Talgo III RD-rijtuigen gebouwd voor de nachttrein (Talgo-camas) Barcelona-Talgo tussen Barcelona en Parijs.
- RT 307 slaaprijtuig (8 stuks)
- RT 308 ligrijtuig (26 stuks)
- RT 201 eersteklas rijtuig (8 stuks)
- RT 206 bar/keukenrijtuig
- RT 211 generatorrijtuig met bagageruimte
- RT 212 generatorrijtuig met dienstruimte

De TEE-opschriften werden toen van alle generatorrijtuigen verwijderd zodat ze ook in de nachttrein gebruikt konden worden. Door gebruik te maken van een deel van de reserverijtuigen van de TEE konden ook twee complete stammen voor de nachttrein worden gevormd.
In 1982 zijn 22 RT 201-rijtuigen van de eerste serie verbouwd tot RT 202-tweedeklasrijtuig met 25 zitplaatsen. De in totaal 91 rijtuigen met een RD-systeem werden sinds 1995 ook in het binnenlandse verkeer ingezet. In december 2010 eindigde de inzet in de reguliere dienst en kwamen de rijtuigen op verschillende opstelsporen te staan. Op 26 mei 2014 werd een tiendelige stam gepresenteerd als rijvaardige museumtrein. Belangstellenden kunnen, onder de productnaam Tarraco Talgo, hiermee een rit maken tussen Barcelona en Tarragona met een tussenstop bij het spoorwegmuseum in Vilanova i la Geltru. De museumtrein heeft aan de buitenkant weer de TEE opschriften gekregen maar heeft slechts één eerste klas rijtuig RT 201 (TEE) en verder vijf tweede klas rijtuigen RT 202 (Eurocity). Het bar-keukenrijtuig RT 206 is wel in de museumtrein opgenomen, de restauratierijtuigen, RT 210, ontbreken echter.

## Talgo Pendular
Na de aflevering van de Talgo III-rijtuigen voor de nachttrein (Talgo-camas) in 1974 is gewerkt aan een opvolger, de Talgo IV. Net als andere Europese landen in die tijd werd ook in Spanje gekeken naar de mogelijkheden van de kantelbaktechnologie. Verder ontwikkelde Talgo, samen met het Zwitserse Alusuisse, een gladde bovenbouw van gelast aluminium. Deze bovenbouw is sindsdien op alle Talgotreinen toegepast. De bouw van de Talgo met een passieve kantelbaktechnologie, de Talgo Pendular, begon in 1979. Voor de serieproductie is de aanduiding Talgo IV gebruikt voor de Pendular met breedspoor en Talgo V voor de Pendular met een RD-systeem. Voor de Talgo Pendular zijn 9 rijtuigvarianten gebouwd;

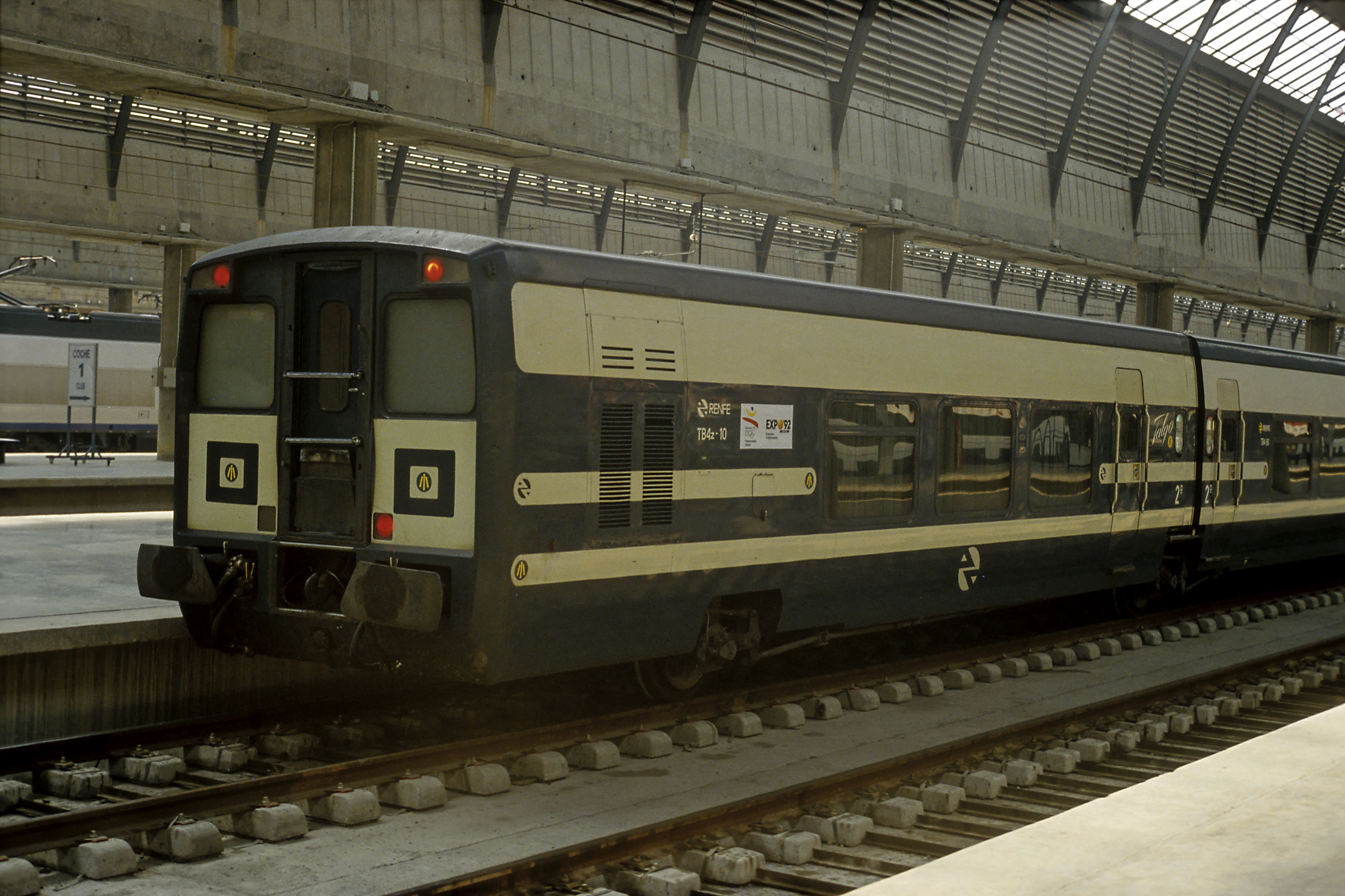
RT 411 in Sevilla

- RT 431/531 eersteklas rijtuig met slaapstoelen (TA4L)
- RT 402/502 tweedeklas zitrijtuig (TB4)
- RT 406/506 bar/keukenrijtuig (TC4)
- RT 410/510 restauratierijtuig (TR4)
- RT 411/511 eindrijtuig met twee paar wielen (TG4z)
- RT 412/512 generatorrijtuig met één paar wielen (TG4)
- RT 423/523 slaaprijtuig met kamers met douche en toilet (TWL4d)
- RT 403/503 slaaprijtuig met tweepersoonskamers (TWL4g)
- RT 404/504 slaaprijtuig met vierpersoonskamers (TWL4u)

In 1980 is de Talgo Pendular in de normale dienst geïntroduceerd. In juli 1986 is de maximaal toegestane snelheid voor personenvervoer met de Talgo III, de Talgo III RD en de Talgo Pendular verhoogd tot 160 km/h. Na de introductie van de Talgo VI hebben de Talgo IV-rijtuigen een aanpassing ondergaan en zijn de Talgo V-rijtuigen allemaal verbouwd tot Talgo VI. De in 2001 geïntroduceerde typeaanduiding staat tussen haakjes, de nummers van de rijtuigen beginnen echter nog steeds met het RT-typenummer.

### Export

#### Argentinië
Net als eerder bij de Talgo III is in juni 2010 wederom tweedehands materieel aan Argentinië verkocht. Het betreft hier twee Talgo IV-stammen en negen diesellocs serie 319 als trekkracht voor de Talgo's in Argentinië. Dit materieel is in november 2010 verscheept naar Argentinië.

## TPI 200
Al in juni 1966 haalde een Talgo III getrokken door een 2000 T bij snelheidsproeven, tussen Sevilla en Los Rosales, een snelheid van 200 km/h en in mei 1972 werd met een proeftrein getrokken door een 3000 T, tussen Madrid en Barcelona, zelfs een snelheid van 222 km/h gehaald. Ook in Spanje wilde men de reissnelheid van personentreinen verder opvoeren. De zesde serie Talgorijtuigen moest dan ook geschikt zijn om reizigers met 200 km/h veilig te vervoeren. Dit project kreeg de naam Talgo 200 en omvat dezelfde rijtuigvarianten als de eerdere Pendularseries. Uiteraard werd hier weer gebruikgemaakt van de kantelbaktechnologie, het RD-systeem werd standaard op het materieel van de RENFE, zodat de aanduiding TPI 200 (Talgo Pendular Internacional 200 km/h) wordt gebruikt. De eerste trein met TPI 200-materieel in normale dienst was de Pablo Casals tussen Barcelona en Bern, die op 28 mei 1989 van start ging. Elipsos, een dochterbedrijf van de Spaanse spoorwegen, zette de TPI 200 in als Talgo VI Trenhotel op diverse internationale verbindingen.

### Export

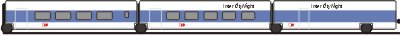
Talgo-Hoteltrein InterCityNight van DB NachtZug

De TPI 200 is naar diverse landen geëxporteerd:

#### Duitsland
Tussen 1994 en 2009 zette DB NachtZug onder de naam Intercity Night ook Talgo-Hoteltreinen in op de verbindingen München – Hamburg en München – Berlijn. Deze treinen worden na december 2009 wegens eventueel groot onderhoud niet meer op de beide trajecten ingezet. Het is nog niet bekend wat er verder gaat gebeuren. Er reed tussen 25 mei 2004 en 27 mei 2004 een toeristische trein met Talgomaterieel tussen Berlijn en Sint-Petersburg, via Gdańsk, Kaliningrad, Vilnius en Riga. Een planmatige inzet vanaf 2005 werd in 2008 definitief geannuleerd.

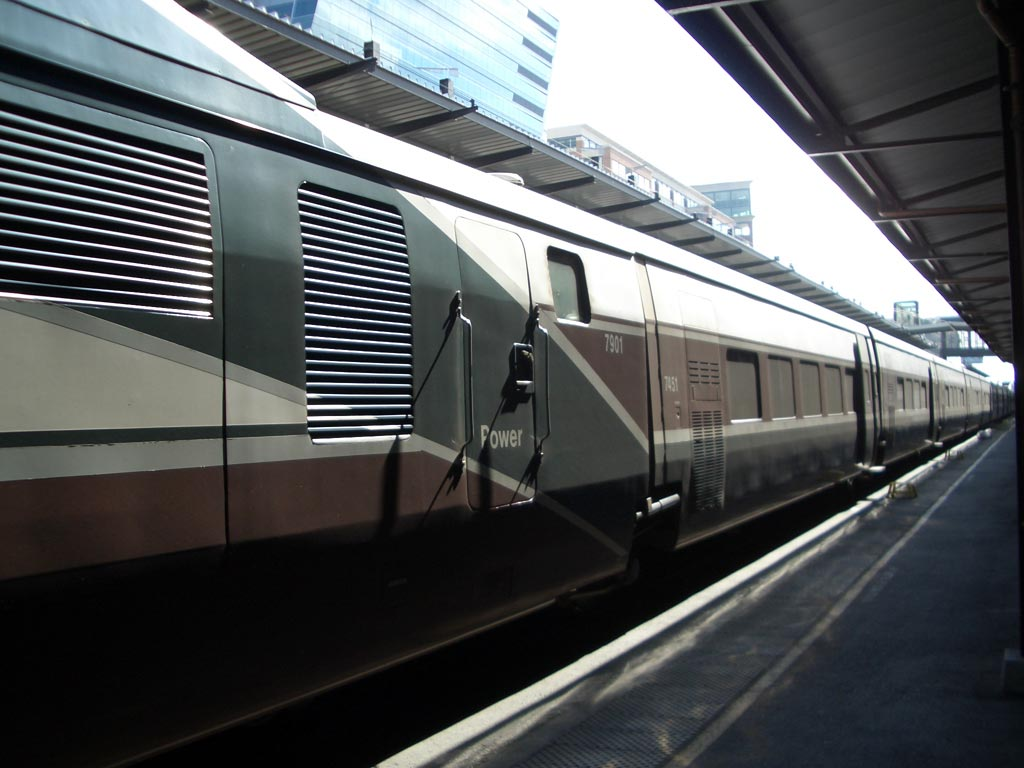
Talgo cascades in Seattle

#### Verenigde Staten
In 1996 hebben Amtrak en de Amerikaanse staat Washington besloten tot aanschaf van de TPI 200.
- TP 200 Amtrak, voor de verbinding Los Angeles-Las Vegas
- Talgo Amtrak Cascades, voor de treinen langs de Amerikaanse westkust op de route Portland – Seattle – Vancouver. De verbinding van Los Angeles met Las Vegas is echter niet van de grond gekomen zodat de TP 200-stam uiteindelijk ook op de route van de cascades is ingezet.

#### Kazachstan
In oktober 2000 bestelden de Kazachse spoorwegen (Temir Zholy) 2 hoteltreinen TPI 200. In 2001 wordt met een aangepaste Talgo van de RENFE de dienst gestart. Sinds september 2003 rijden de eigen hoteltreinen op de route Nur-Sultan – Almaty. Sinds juli 2004 heeft Talgo een eigen werkplaats in Kazachstan voor het onderhoud van de treinen. De treinen rijden op Russischspoor (1520 mm), maar ze zijn van een RD-systeem voorzien met het oog op een eventuele toekomstige treinverbinding tussen Shanghai en Sint-Petersburg. Op 26 juni 2013 heeft Talgo een contract gesloten voor de levering van 603 rijtuigen (21 treinen) voor dagtreinen in Kazachstan. Het materieel zal worden gebouwd in Rivabellosa en Las Matas is Spanje en onder licentie in Kazachstan. Tevens werd een onderhoudscontract met een looptijd van 15 jaar gesloten met de Kazachse spoorwegen.

#### Bosnië-Herzegovina
In 2000 heeft een demonstratietrein gereden tussen Ploče, Mostar, Sarajevo, Banja Luka en Zagreb. Zowel de Bosnisch-Herzegovinische staatsspoorwegen (ŽFBH) als de spoorwegen van de Respublika Srpska (ŽRS) bestelden de Talgo. De ŽFBH schafte 5 dagtreinen en 4 hoteltreinen aan waarvan de eerste in 2010 werd geleverd. De ŽRS kochten 4 dagtreinen.

#### Rusland
In verband met de Olympische spelen van 2014 in Sotsji was Rusland op zoek naar treinen voor een snelle verbinding tussen Moskou en Sotsji. Vooruitlopend op een eventuele bestelling heeft begin 2010 een aangepaste Talgo IV proefgereden tussen Brest en Moskou en tussen Moskou en Sint-Petersburg. Voor de Olympische spelen waren deze treinen echter niet beschikbaar.

## Talgo XXI

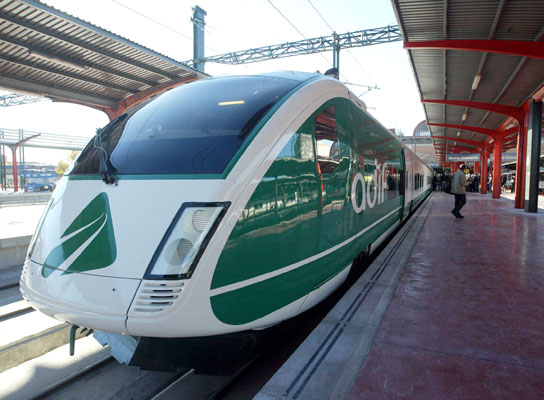
Talgo XXI in Valladolid

De snelheid van 200 km/h is niet voldoende voor de hogesnelheidstreinen. In 1992 was de Alta Velocidad Española tussen Madrid en Sevilla van start gegaan met aangepast Frans TGV-materieel, zonder dat Spanje zelf iets vergelijkbaars kon leveren. Talgo kwam daarom in 1998 met het plan voor een experimentele trein voor de 21e eeuw. Hiermee konden proeven genomen worden met de bedoeling om Talgo's te ontwikkelen voor snelheden tot 350 km/h. In 1990 had een Talgo IV al 500 km/h gehaald op een rollenbank, nu konden proeven worden gedaan op de echte spoorbaan. In april 2000 werd de dieseltrein Talgo XXI gepresenteerd, een maand later het prototype van de elektrische Talgo-350.

## Talgo 7

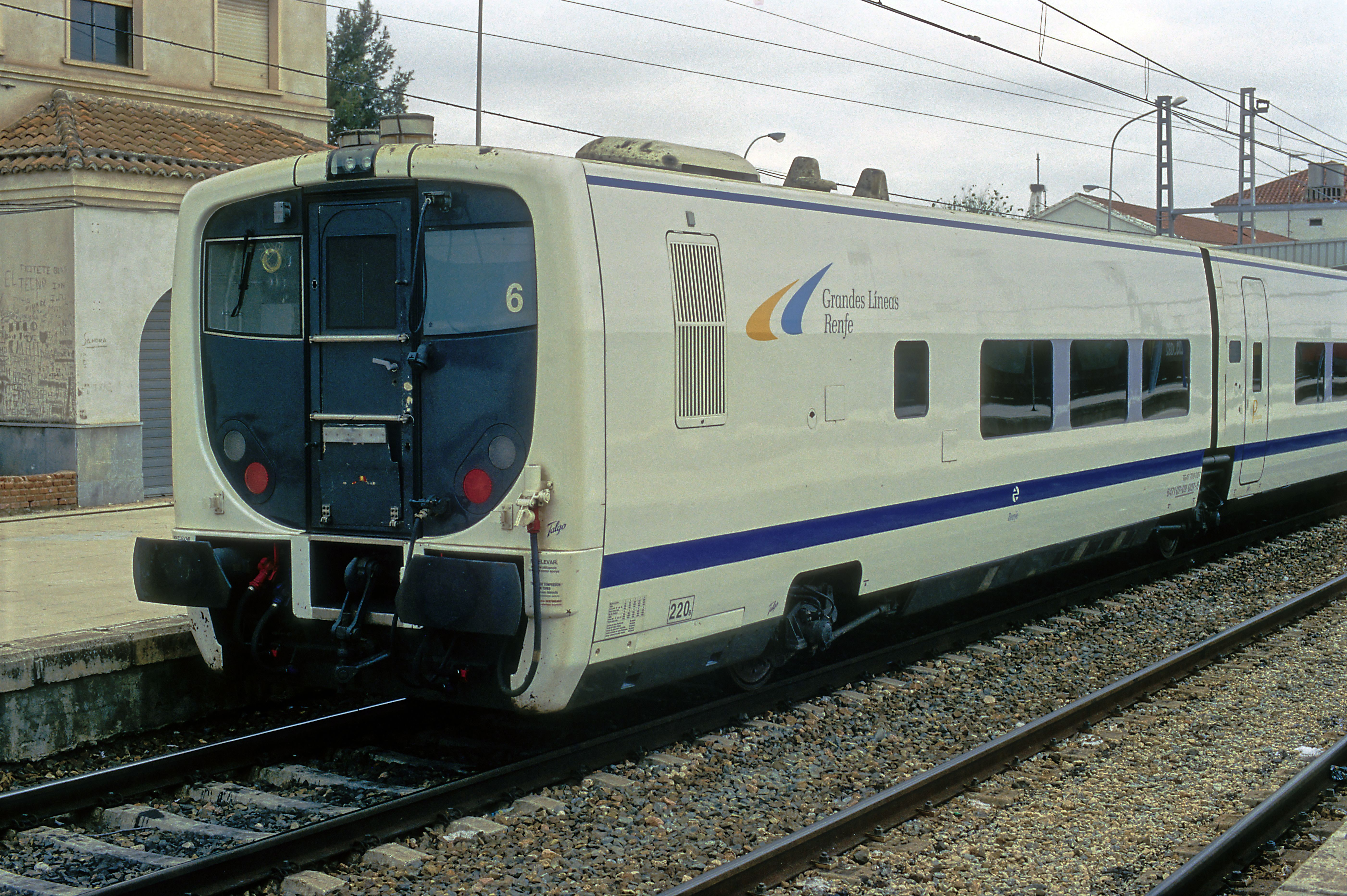
Talgo 7 in Linares-Baeza, april 2001

De Talgo 7 is een van de resultaten van de proeven met de Talgo XXI. De opvallendste verandering ten opzichte van eerdere series is dat er sprake is van een symmetrische trein. In het midden van de trein heeft het bar/keukenrijtuig (RT 706) twee paar wielen en de treindelen aan beide zijden zijn gelijk. Verder is de stroomvoorziening niet meer in een generatorrijtuig ondergebracht maar wordt de elektriciteit betrokken uit de locomotief. In augustus 2000 is de Talgo 7 in gebruik genomen op binnenlandse diensten. In 2009 is ook een Trenhotelversie van de Talgo 7 in dienst gekomen. De Talgo 7-rijtuigen vormen ook de basis voor de Spaanse hogesnelheidstreinen Talgo-250 en Talgo-350.

## Talgo 8
Op 17 juli 2009 besloot de Amerikaanse staat Wisconsin tot de aanschaf van twee veertiendelige Talgo's voor de Hiawatharoute tussen Chicago en Milwaukee. De Talgo 8, een Amerikaanse versie van de Talgo 7, wordt gebouwd in de in 2010 gebouwde Talgofabriek te Milwaukee. Het is de bedoeling van Talgo om in Milwaukee ook hogesnelheidsversies, net als de AVE-102 in Spanje, te bouwen voor gebruik in de Verenigde Staten. De Talgo 8 zal bestaat uit 1 koprijtuig, 11 zitrijtuigen, 1 barrijtuig en 1 koprijtuig met fietsenstalling. De in 2011 en 2012 gebouwde rijtuigen zijn in 2012 samengevoegd tot twee treinen, maar staan sinds de zomer van 2012 opgeslagen in Milwaukee. Het project was gestart door een Republikeinse gouverneur die niet is herkozen, waarna het parlement van Wisconsin de indienststelling onder zijn Democratische opvolger heeft geblokkeerd.
Begin 2010 liet het ministerie van Verkeer van de staat Oregon weten dat ze een overeenkomst had gesloten voor de koop van twee dertiendelige Talgo 8-stammen voor de Cascadedienst tussen Eugene in Oregon en het Canadese Vancouver. Deze stammen zijn eveneens gebouwd in de fabriek in Wisconsin en afgeleverd in 2013. De treinen zijn een aanvulling op de vijf al aanwezige TPI200 stammen op de cascaderoute in het noordwesten van de Verenigde Staten. De Talgo 8 biedt de reizigers veel moderne snufjes zoals hogesnelheidswifi, verstelbare stoelen en een bistro-/loungerijtuig met bediening. In 2014 toonde de staat Michigan belangstelling voor de opgeslagen stammen van Wisconsin voor hun treindiensten op de Wolverineroute tussen Chicago en Detroit.

## Talgo 9

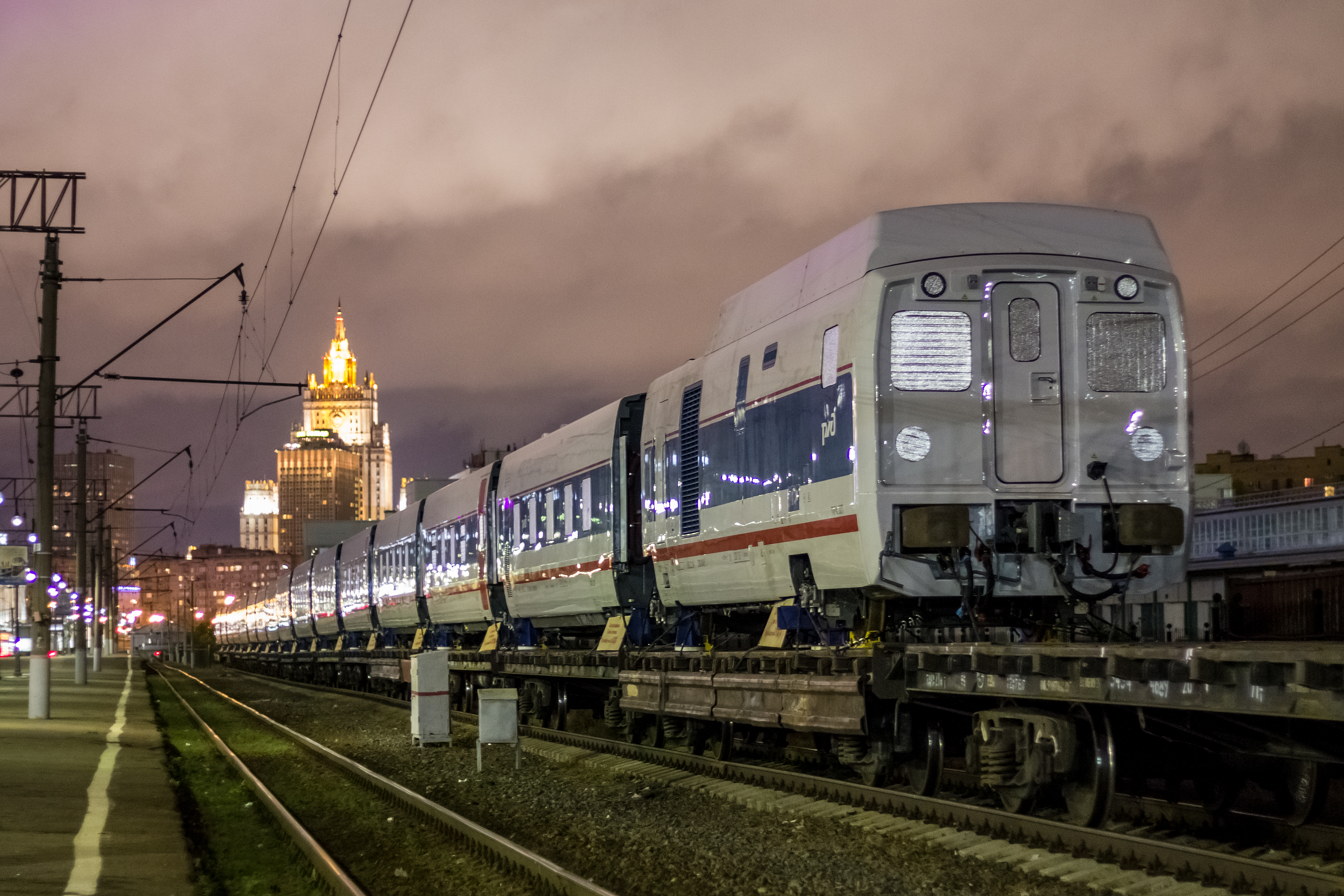
Aflevering van de Talgo 9 bij depot Kievskaja

De Talgo 9 is ontworpen voor Rusland en Kazachstan met een brede romp en breedspoor onderstellen. Er bestaan drie versies, één met een vaste spoorwijdte van 1520 mm (Russisch breedspoor) en twee met een RD-systeem, 1520-1435 mm respectievelijk 1520-1676 mm.

### Rusland
In juni 2011 bestelden de Russische spoorwegen (RZD) zeven twintigdelige treinen voor de routes Moskou – Kiev en Moskou – Warschau – Berlijn. De treinen worden voorzien van het RD-systeem en in Brest, aan de Wit-Russisch-Poolse grens komt een omspoorinstallatie voor de spoorwijdte van 1520 mm en 1435 mm en een maximale snelheid van 200 km/h. De RZD verwachtte dat, door de combinatie van de snelheid en het vervallen van het wisselen van draaistellen in Brest, de reistijd tussen Moskou en Berlijn tot 25 uur kon worden gereduceerd. Op 8 mei 2014 werd de eerste van zeven stammen in het depot Moskou Kievskaya afgeleverd aan de RZD. De treinen zouden vanaf het vierde kwartaal van 2014 worden ingezet tussen Moskou en Kiev.

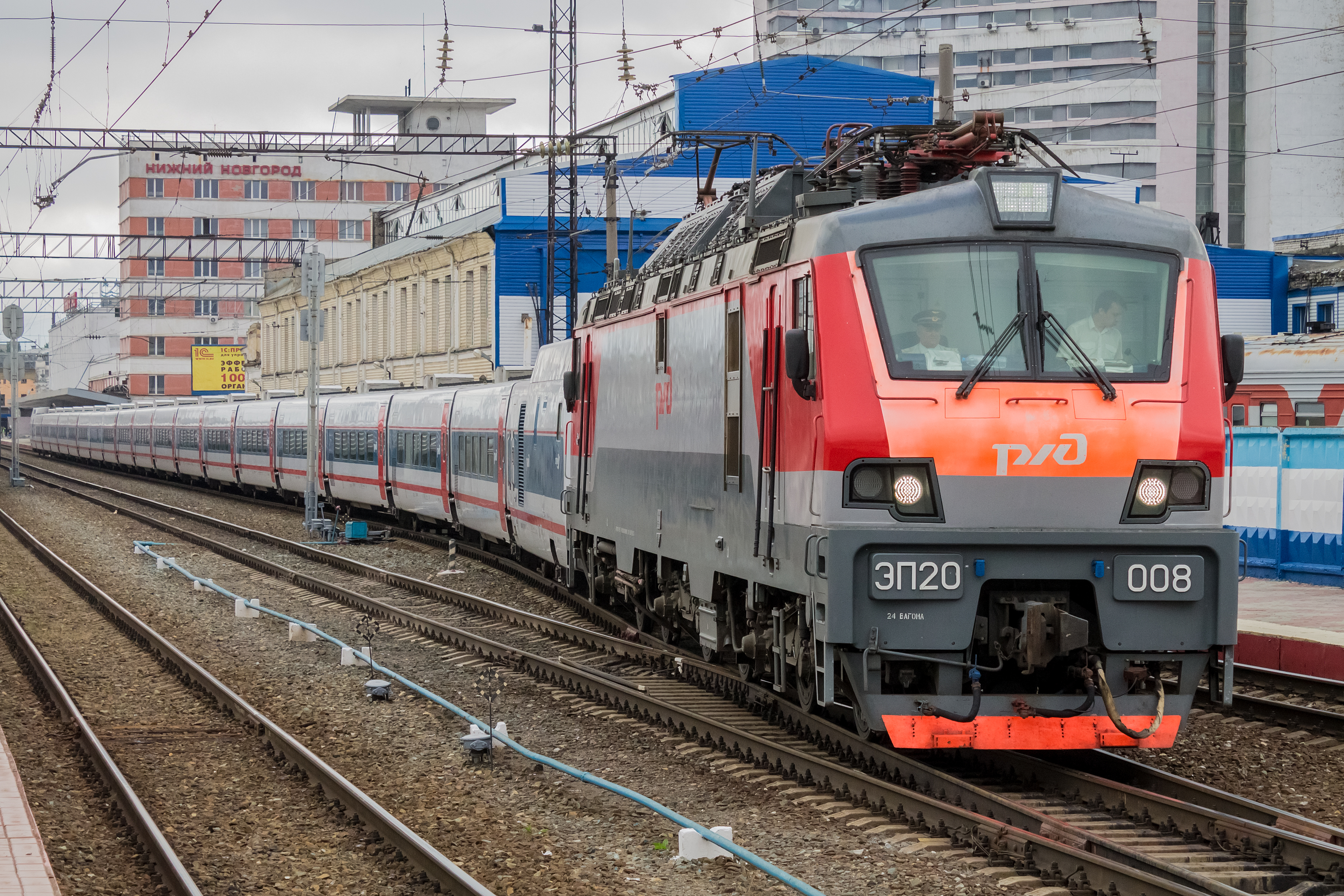
Locomotief EP20-008 met een talgo 9 stam in Niznij Novgorod

De RZD zet de treinen in onder de naam Striz (Russisch voor vlot). De reguliere dienst werd op 1 juni 2015 geopend door de directeuren van de Russische spoorwegen en Talgo, echter niet tussen Moskou en Kiev maar tussen Moskou en Nizjni Novgorod. Sinds 13 december 2016 wordt ook de nachttrein Moskou – Berlijn gereden met Talgomaterieel, hiervoor worden de drie stammen met een RD-systeem ingezet.

### India
In september 2016 vonden proefritten met Talgo 9-materieel plaats op de lijn Bombay-Delhi.

## Hoge snelheid

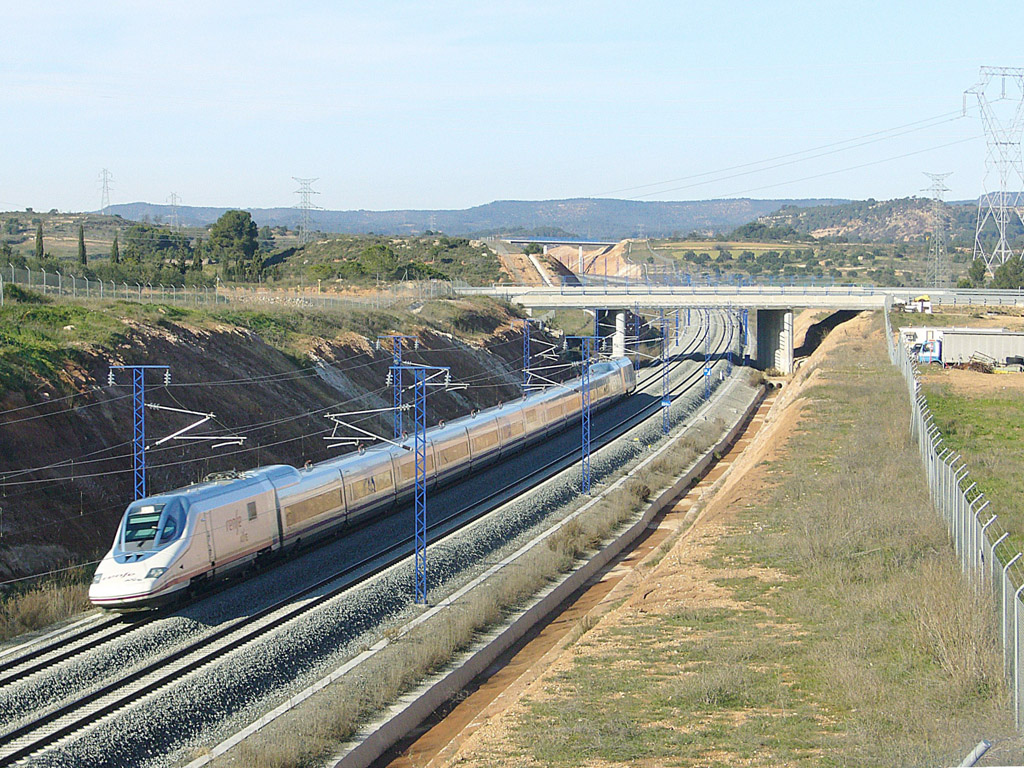
Talgo 350 AVE serie 102

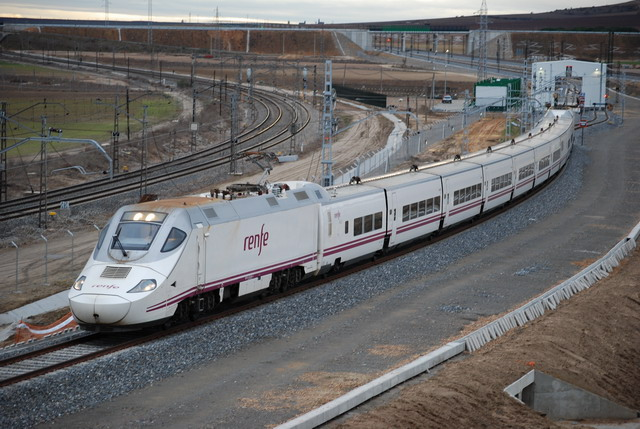
Talgo 250 AVE serie 130

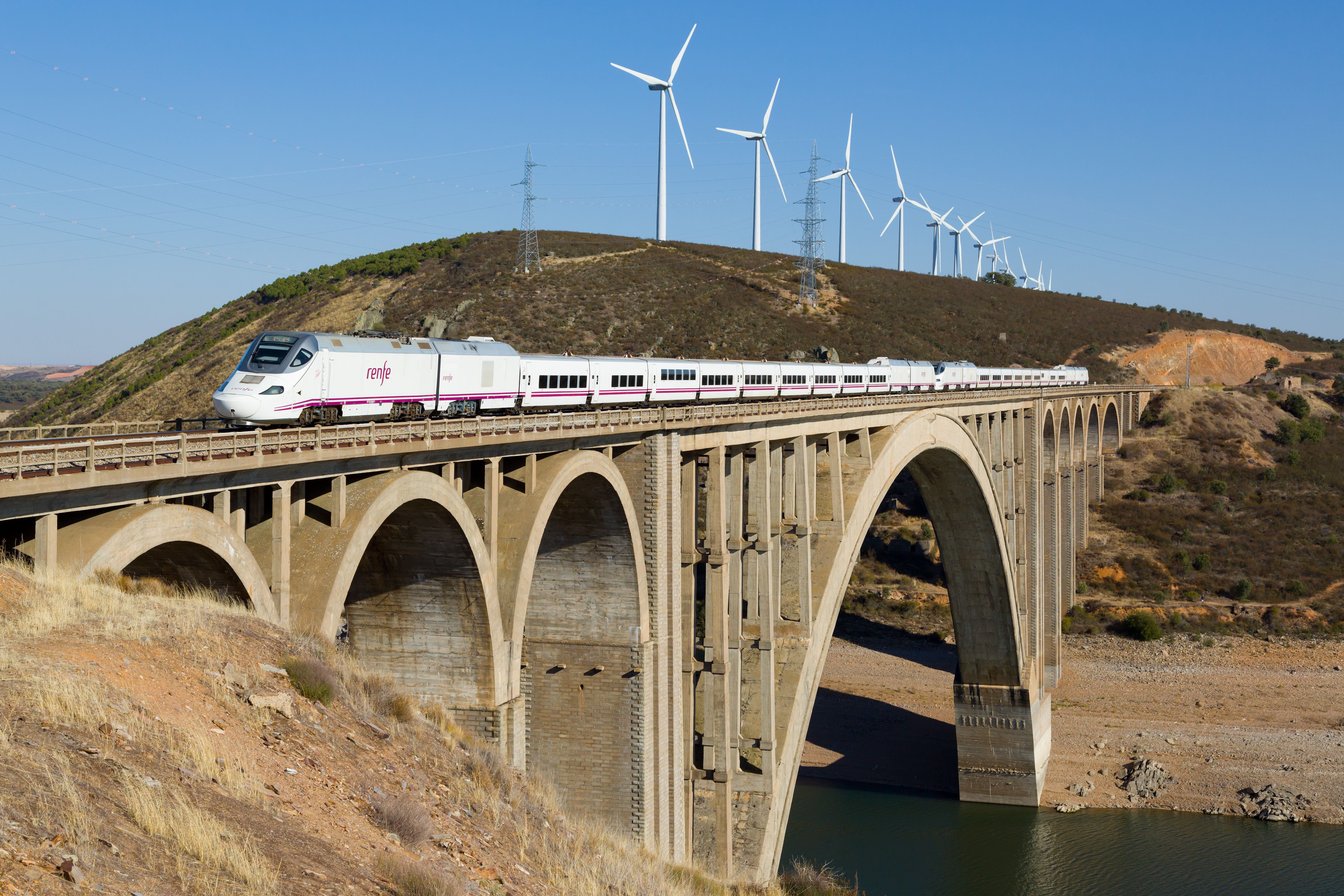
Talgo-250TH AVE serie 730

Voor de AVE-lijn van Madrid naar Barcelona, heeft de firma een snelle Talgo ontwikkeld. De trein is samengesteld uit twee motorkoppen van Bombardier met daar tussen twaalf Talgo 7-rijtuigen. Van de trein bestaan twee uitvoeringen, de Talgo-350, AVE serie 102, en de Talgo-250, AVE serie 130. De Talgo-350 kan maximaal 350 km/h rijden, maar is niet voorzien van een RD-systeem en dus alleen op de hogesnelheidslijnen inzetbaar. De Talgo-250 heeft wel een RD-systeem en kan zowel onder 25 kV als onder 3000 V rijden, deze kan dus op alle geëlektrificeerde lijnen in Spanje worden ingezet. De serie 102 is in februari 2005 tussen Madrid en Lérida in gebruik genomen.
Talgo is op basis van de Talgo-250 verdergegaan met de ontwikkeling van een Talgo-TH, Tracción Híbrida, AVE serie 730. Deze hybride Talgo is voorzien van dieselgeneratoren in de rijtuigen tussen de motorkoppen en de rest van de trein. De generatoren wekken elektriciteit op voor de aandrijving van de trein zodat ook niet geëlektrificeerde trajecten kunnen worden bereden. De Talgo-250TH is na uitgebreide proefritten op 17 juni 2012 in reguliere dienst gekomen op de LAV Galicia.

### Oezbekistan
In december 2009 werd bekend dat Talgo twee treinen van het type Talgo-250 op Russisch breedspoor (1520 mm) in 2011 gaat leveren aan Oezbekistan, waar ze worden ingezet tussen Samarkand en Tashkent.

### Saoedi-Arabië
Op 26 oktober 2011 sloot Talgo een contract met Saoedi-Arabië voor de levering van 35 Talgo-350-treinstellen en een optie op 23 Talgo-350-treinstellen. De treinstellen zullen worden ingezet op de hogesnelheidslijn Haramain tussen Mekka en Medina. Deze lijn van 450 km is, als onderdeel van het contract, gebouwd door Spaanse bedrijven in samenwerking met plaatselijke Saoedische aannemers. Op 25 september 2018 werd de lijn tijdens een ceremonie op station Jeddah geopend.

### Talgo 230
De Talgo 230 is verkocht aan de Duitse vervoerders Deutsche Bahn (als ICE L) en FlixTrain, en aan het Deense Danske Statsbaner.

## TRAVCA
Het logische vervolg op de ontwikkeling van de hogesnelheidstreinen is het streven naar universeel bruikbaar materieel. Dit moet dan inzetbaar zijn onder alle stroomsystemen en op de verschillende
spoorwijdtes. De locomotief voor de TRen de Alta Velocidad con Cambio de Ancho (Hogesnelheidstrein met variabele spoorwijdte) werd in september 2008 gepresenteerd.
Hierin wordt de omspoorbaarheid en een maximumsnelheid van boven de 250 km/u gecombineerd.
De resultaten van de proeven met deze locomotief zullen worden verwerkt in de Talgo Avril die dan in heel Europa gebruikt kan worden.

### Talgo Avril
De Talgo Avril is een hogesnelheidstrein die zowel op normaalspoor (het Europese hogesnelheidsnet) als op Iberisch breedspoor kan rijden door over een omspoorinstallatie te rijden. Deze trein verbeterde in het kader van homologatietesten het snelheidsrecord op breedspoor tot 360 km/u, in september 2022.

## Ongeval
Op 24 juli 2013 vond met een AVE serie 730 een spoorwegongeval nabij Santiago de Compostela plaats, toen een hogesnelheidstrein vanwege een te hoge snelheid in een bocht ontspoorde.